# Крипта Храма Светог Саве
Крипта Храма Светог Саве или Храм световеликомученика кнеза Лазара јесте засебни подземни храм који се налази испод Храма Светог Саве у Београду, међу његовим темељима. Намењен је за богослужења, одржавање културних садржаја — трибина, изложби, промоција, предавања. Овај вишенаменски простор, који је ризница и гробна црква Светог кнеза и мученика Лазара, укупне је површина око 1.800 метара квадратних, дубине седам метара. Грађевина је због својих пропорција и уметничке обраде, без преседана, превазишла религијску улогу и постала споменик од великог културног значаја, и један од најпосећенијих туристичких садржаја у Београду.

## Положај и прилаз
Крипта Спомен-храма Светог Саве, налази се у подземном делу Спомен-храм Светог Саве на источном делу Врачарског платоа,  на апсолутној коти око 134,5 метра, што значи да се уздиже изнад реке Саве око 64 метра.
Омеђена је са северне стране Катанићевом улицом, са истока улицом Боре Станковића, Браничевском са јужне, и западне стране Светосавским платоом, који се ослања на улице Јована Скерлића и Небојшину поред којих је Карађорђев парк. Главни приступ у Крипту је кроз Спомен-храм Светог Саве са запада широком алејом са Светосавског платоа. Храм има још два улаза, са севера из Светосавске улице и са југа из улице Јована Скерлића

## Историја
Подухват изградње храма Светог Саве на Врачару започет је још 1895. године. Темељи храма постављени су пред сам почетак Другог светског рата, и били су уприличени великом црквеном церемонијом којој су присуствовале и значајне политичке личности тога доба, поред осталих и краљ Петар Други Карађорђевић. Рат је прекинуо изградњу Храма. Мало је познато да је крипта храма озидана раније, пре постављања камена темељца, и за њу је везана прича да су се ту, 
...наводно, у време Другог светског рата многи Београђани сакривали од бомбардовања. Крипта је служила и немачким снагама, јер су у њој држали цистерне са горивом, а неке су остале ту и по њиховом одласку, тако да је, када су радови обновљени, из једне шикнула нафта, па су грађевинци на тренутак помислили да су усред Београда открили бушотину.
После рата из идеолошких разлога, камен темељац је оштећен, украдена је и спаљена Повеља која се налазила испод њега.
Радови на изградњи Храма настављени су тек 1985. године, и предвиђени су да трају до крака 2022. године. У оквиру изградње храма, стара крипта није дирана деценијама, све до 2001. године када је значајно је проширена, до данашњег формата (око 2.000 m²).
Првобитна основа саме крипте је била далеко мања и налазила се само испод олтарског дела Храма, на простору од око 250 метара квадратних, и првобитно је била предвиђена за похрањивање посмртних остатака српских патријарха.
Још у време дефинисања програма храма донета је одлука да се гробна црква у крипти посвети кнезу Лазару. Из ње ће, како је предвиђено, бронзана врата са обе стране олтара водити у крипту патријараха, која се састоји од две просторије и има површину од 270 m².
Благослов за изградњу крипте дао је патријарх Павле 2001. године. За потребе крипте ископано је 15.000 кубних метара земље. Под храма збио је спреман за Божићну литургију одржану 2002. године, само шест месеци након почетка радова крипте крипти, која је добила нове димензије, и са претходних 250 m² нарасла је на око 1.800 m².

## Опште информације
Крипта се простире између темеља Храма и конструктивно и архитектонски представља самостални подземни објект. Простире се на око 2.000 квадратних метара, уређених у духу византијске архитектуре. Карактерише га посебна конструкција са четири улаза, при чему се под Храма може посматрати као „кров” крипте. У крипту је предвиђено да се улази кроз четири улаза. Са северне и јужне стране, са коте нула на нивоу Храма, степеништем у дубину од шест до седам метара, и кроз још два улаза, од којих се један налази се у близини Христовог распећа.
Крипта је делом фрескописана, а делом у мозаику. Иконописачки радови, који су почели 2013. године, по направљеном програму заступљени су на простору од 1.800 метара квадратних. Радове је изводило седам радионичких иконописних група. Свака од тих група имала је три до пет чланова, а највећи део посла је рађен на лицу места, док су монтирани делови иконописа рађени на платну. У самом иконопису доминирају представе из Светог писма, с нагласком на значај Светог Саве. А посебно су приказани и мотиви који се односе на Светог кнеза Лазара.
Део крипте је опремљен техничким лифтом који ће га повезивати са плочником испред апсиде храма. Крипта патријараха осветљена је кандилима и електричним светиљкама на бронзаним вандармима.  Крипта располаже електро-инсталацијом  (слаба и јака струја, аудио-видео системи), водоводом и канализацијом, вентилацијом, климатизацијом и подним грејањем.
- Архитектонски елементи и и фрескодекорација крипте Спомен-храма Светог Саве
- Свети Српски Новомученици Јасеновачки

### Гробна црква Светог кнеза Лазара
Централну позицију у крипти заузима гробна црква Светог кнеза и мученика Лазара. Она се пружа испод источног крака крста који образује основу Храма, на површини од 280 м². Црква је тробродна, али су бочни бродови намењени гробним местима јерараха, док је централни брод намењен верницима.
Њен олтар је смештен испод олтарског простора Храма Светог Саве. Олтар краси каменани иконостас, који декорацијом подсећа на личност кнеза.  Унутрашња организација олтарске зоне је једноставна и јединствена, без посебног простора за пастофорије. Солеја је ниска, због ограничења висине, и није посебно пространа.
Иза олтара је стара крипта патријарха, у којој ће у саркофазима почивати земни остаци поглавара Српске православне цркве. За почетак је дефинисано 12 места. Она се састоји од две просторије и има површину од 270 м². У каменим саркофазима и подним гробницама биће последње пребивалиште земних остатака престављених патријараха, који се – после заупокојене литургије и опела у Храму – спуштају у ову крипту понирућом платформом из ђаконикона, док клирици који су учествовали у служби из проскомидије силазе у крипту степеницама. Међу првима у једном од саркофага положено је тело 45. патријарха Иринеја, 22. новембра 2020. године. У осталим гробним местима сахрањиваће се будући првојерарси Српске православне цркве, осим ако не изразе другачију жељу.

## Намена
Крипта Храма Светог Саве намењена је гробној цркви посвећеној Светом кнезу Лазару, а у простору иза и поред цркве биће сахрањивани српски патријарси. Ко ће од почивших патријарха бити похрањен у крипти, одлучиће Свети архијерејски синод, односно Свети архијерејски сабор СПЦ.
У плану је да се у крипту храма пренесе стална поставка Музеја Српске православне цркве и црквене ризнице.
Такође је у плану да се централни простор ове подземне етаже користи као духовна оаза у којој ће се организовати концерти уметничке музике, црквене изложбе, сусрети и слично.